# Laryea Kingston
Laryea Kingston (ur. 7 listopada 1980 w Akrze) – ghański piłkarz występujący na pozycji pomocnika.

## Reprezentacja
W reprezentacji Ghany grał w latach 2005–2009. Wystąpił w 37 spotkaniach i strzelił 6 bramek.